# 1966-os labdarúgó-világbajnokság-selejtező (UEFA – 4. csoport)
Az 1966-os labdarúgó-világbajnokság európai 4. selejtezőcsoportjának mérkőzéseit, és a csoport végeredményét tartalmazó lapja. A csoportban körmérkőzéses, oda-visszavágós rendszerben játszottak egymással a labdarúgó-válogatottak. A selejtezőket 1965. január 24. és 1965. november 21. között rendezték. A csoport győztese automatikus résztvevője lett az 1966-os labdarúgó-világbajnokságnak.
A csoportban Csehszlovákia, Portugália, Románia és Törökország szerepelt.
Portugália jutott ki az 1966-os világbajnokságra.

## Tabella
| Hely. | Csapat        | M | Gy | D | V | G+ | G– | Gk  | P | Továbbjutás                          |     | Portugália | Csehszlovákia | Románia | Törökország |
| ----- | ------------- | - | -- | - | - | -- | -- | --- | - | ------------------------------------ | --- | ---------- | ------------- | ------- | ----------- |
| 1.    | Portugália    | 6 | 4  | 1 | 1 | 9  | 4  | +5  | 9 | Kijutott az 1966-os világbajnokságra |     | —          | 0–0           | 2–1     | 5–1         |
| 2.    | Csehszlovákia | 6 | 3  | 1 | 2 | 12 | 4  | +8  | 7 |                                      |     | 0–1        | —             | 3–1     | 3–1         |
| 3.    | Románia       | 6 | 3  | 0 | 3 | 9  | 7  | +2  | 6 |                                      | 2–0 | 1–0        | —             | 3–0     |             |
| 4.    | Törökország   | 6 | 1  | 0 | 5 | 4  | 19 | −15 | 2 |                                      | 0–1 | 0–6        | 2–1           | —       |             |

## Mérkőzések
| 1965. január 24. |

| Portugália                               | 5–1         | Törökország |
| ---------------------------------------- | ----------- | ----------- |
| Coluna 16' Eusébio 21' 63' 77' Graça 52' | Jegyzőkönyv | Fevzi 33'   |

| Estádio Nacional, Lisszabon Nézőszám: 33 237 Játékvezető: Juan Gardeazabal (spanyol) |

| 1965. április 19. |

| Törökország | 0–1         | Portugália  |
| ----------- | ----------- | ----------- |
|             | Jegyzőkönyv | Eusébio 59' |

| 19 Mayıs Stadion, Ankara Nézőszám: 27 625 Játékvezető: Rasíd Dahán (szíriai) |

| 1965. április 25. |

| Csehszlovákia | 0–1         | Portugália  |
| ------------- | ----------- | ----------- |
|               | Jegyzőkönyv | Eusébio 20' |

| Tehelné Pole, Pozsony Nézőszám: 56 975 Játékvezető: Atanasz Sztavrev (bolgár) |

| 1965. május 2. |

| Románia                                              | 3–0         | Törökország |
| ---------------------------------------------------- | ----------- | ----------- |
| Georgescu 1' Mateianu 72' (11-esből) Creiniceanu 75' | Jegyzőkönyv |             |

| Augusztus 23. Stadion, Bukarest Nézőszám: 31 219 Játékvezető: Paul Schiller (osztrák) |

| 1965. május 30. |

| Románia      | 1–0         | Csehszlovákia |
| ------------ | ----------- | ------------- |
| Mateianu 34' | Jegyzőkönyv |               |

| Augusztus 23. Stadion, Bukarest Nézőszám: 44 615 Játékvezető: Fritz Köpcke (keletnémet) |

| 1965. június 14. |

| Portugália      | 2–1         | Románia   |
| --------------- | ----------- | --------- |
| Eusébio 14' 39' | Jegyzőkönyv | Avram 71' |

| Estádio Nacional, Lisszabon Nézőszám: 45 646 Játékvezető: Michel Kitabdjian (francia) |

| 1965. szeptember 19. |

| Csehszlovákia       | 3–1         | Románia |
| ------------------- | ----------- | ------- |
| Knebort 3' Jokl 90' | Jegyzőkönyv | Coe 23' |

| Dr. Václava Vacka Stadion, Prága Nézőszám: 7324 Játékvezető: Włodzimierz Storoniak (lengyel) |

| 1965. október 9. |

| Törökország | 0–6         | Csehszlovákia                              |
| ----------- | ----------- | ------------------------------------------ |
|             | Jegyzőkönyv | Jokl 22' Knebort 41' Kvašňák 45' Kabát 61' |

| Ali Sami Yen Stadı, Isztambul Nézőszám: 12 757 Játékvezető: Raoul Righi (olasz) |

| 1965. október 23. |

| Törökország         | 2–1         | Románia       |
| ------------------- | ----------- | ------------- |
| Fevzi 13' Nedim 48' | Jegyzőkönyv | Georgescu 55' |

| 19 Mayıs Stadı, Ankara Nézőszám: 27 364 Játékvezető: Bujar Pregja (albán) |

| 1965. október 31. |

| Portugália | 0–0         | Csehszlovákia |
| ---------- | ----------- | ------------- |
|            | Jegyzőkönyv |               |

| Estádio das Antas, Porto Nézőszám: 31 432 Játékvezető: Leo Horn (holland) |

| 1965. november 21. |

| Csehszlovákia       | 3–1         | Törökország |
| ------------------- | ----------- | ----------- |
| Mráz 3' Horváth 69' | Jegyzőkönyv | Ayhan 8'    |

| Za Lužánkami, Brno Nézőszám: 3133 Játékvezető: Aranyosi Lajos (magyar) |

| 1965. november 21. |

| Románia               | 2–0         | Portugália |
| --------------------- | ----------- | ---------- |
| Pârcălab 1' Badea 43' | Jegyzőkönyv |            |

| Augusztus 23. Stadion, Bukarest Nézőszám: 27 532 Játékvezető: Gottfried Dienst (svájci) |